# حیات وحش قزاقستان

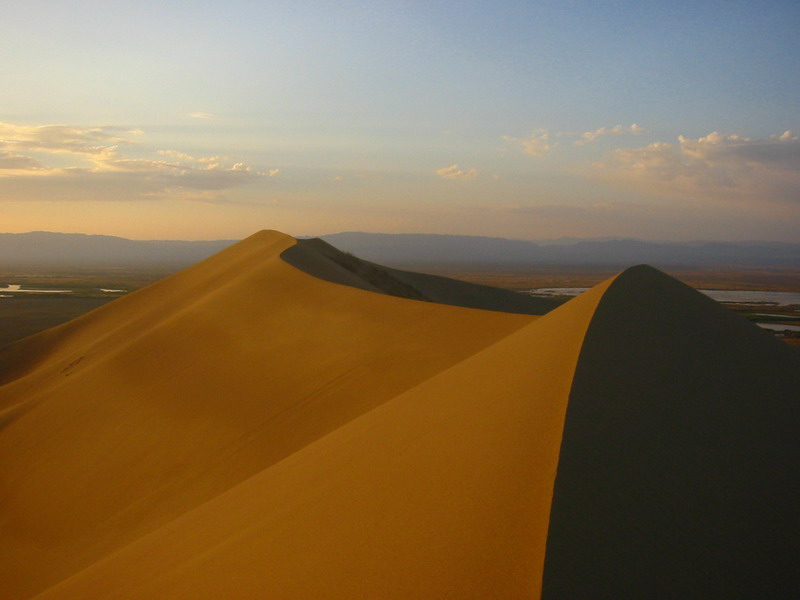
تپه‌های ماسه‌ای در دره رود ایلی، پارک ملی آلتین-ایمل

حیات وحش قزاقستان شامل گیاگان و زیاگان آنجا و زیستگاه‌های طبیعی آنهاست.